# Gens Volumnia
De Gens Volumnia was een gens te Rome met een patricische en plebejische tak. Het was een zeer oude gens, want de echtgenote van Gaius Marcius Coriolanus behoorde tot haar, en een van haar leden, Publius Volumnius Gallus Amintinus, was al consul in 461 v.Chr., maar de gens werd nooit van enorm belang. De Volumnii droegen de cognomina Gallus met het agnomen Amintinus en Flamma met het agnomen Violens. Er zijn weinig persoon van deze gens die vermeld worden zonder hun praenomen.

## Referentie
- W. Smith, art. Volumnia Gens, in W. Smith (ed.), Dictionary of Greek and Roman Antiquities, III, Londen, 1870,p. 1281.